# Beuzec-Cap-Sizun
Beuzec-Cap-Sizun is een gemeente in het Franse departement Finistère (regio Bretagne). De plaats maakt deel uit van het arrondissement Quimper. Beuzec-Cap-Sizun telde op 1 januari 2022 1.018 inwoners.

## Geografie
Beuzec-Cap-Sizun ligt op de noordflank van Cap Sizun, aan de Baai van Douarnenez, tegenover de Cap de la Chèvre.

De oppervlakte van Beuzec-Cap-Sizun bedroeg op 1 januari 2022 34,54 vierkante kilometer; de bevolkingsdichtheid was toen 29,5 inwoners per km².

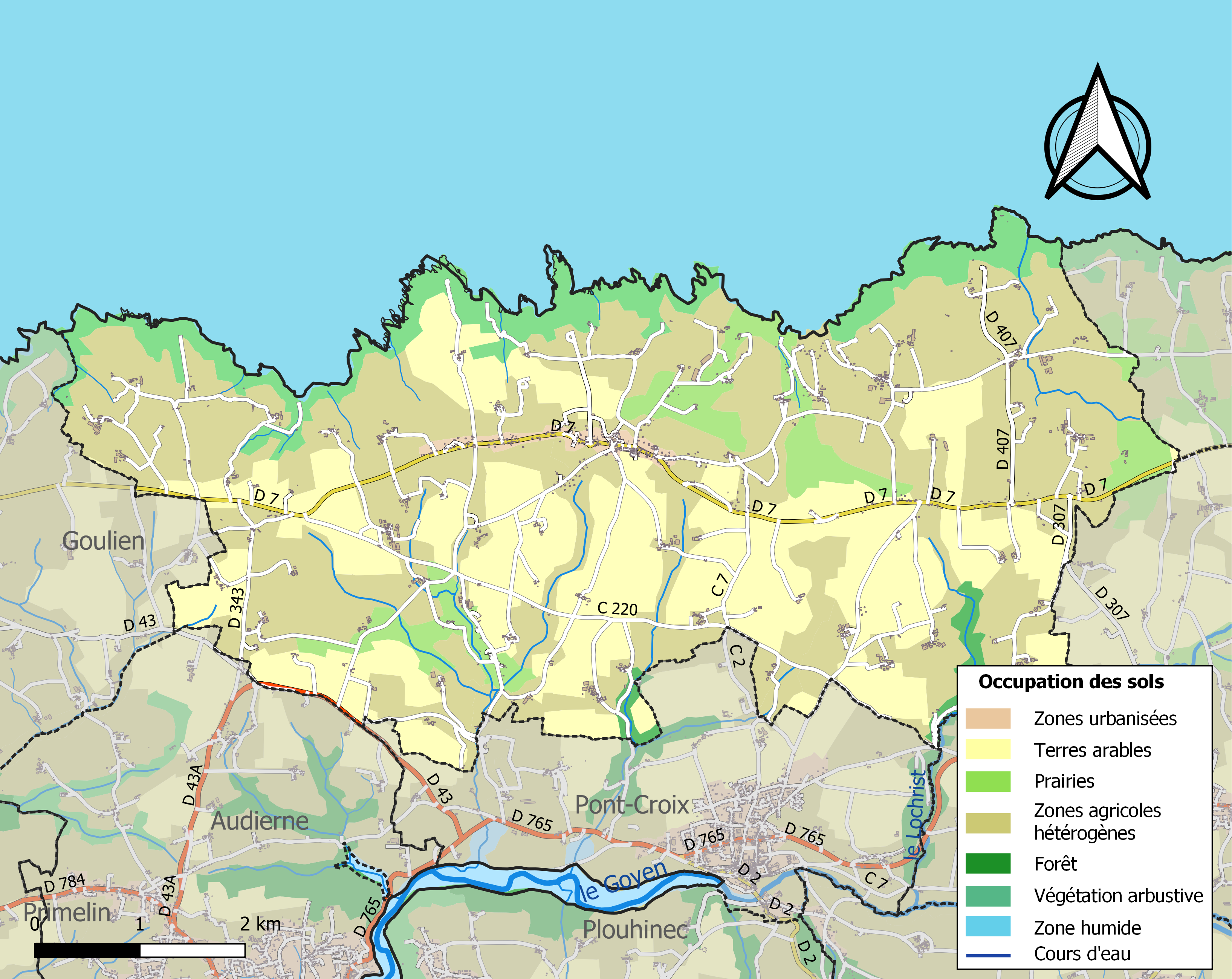
Kaart van de gemeente met belangrijkste infrastructuur, bodemgebruik en omliggende gemeenten

## Demografie
Onderstaande figuur toont het verloop van het inwonertal (bron: INSEE-tellingen).

## Afbeeldingen

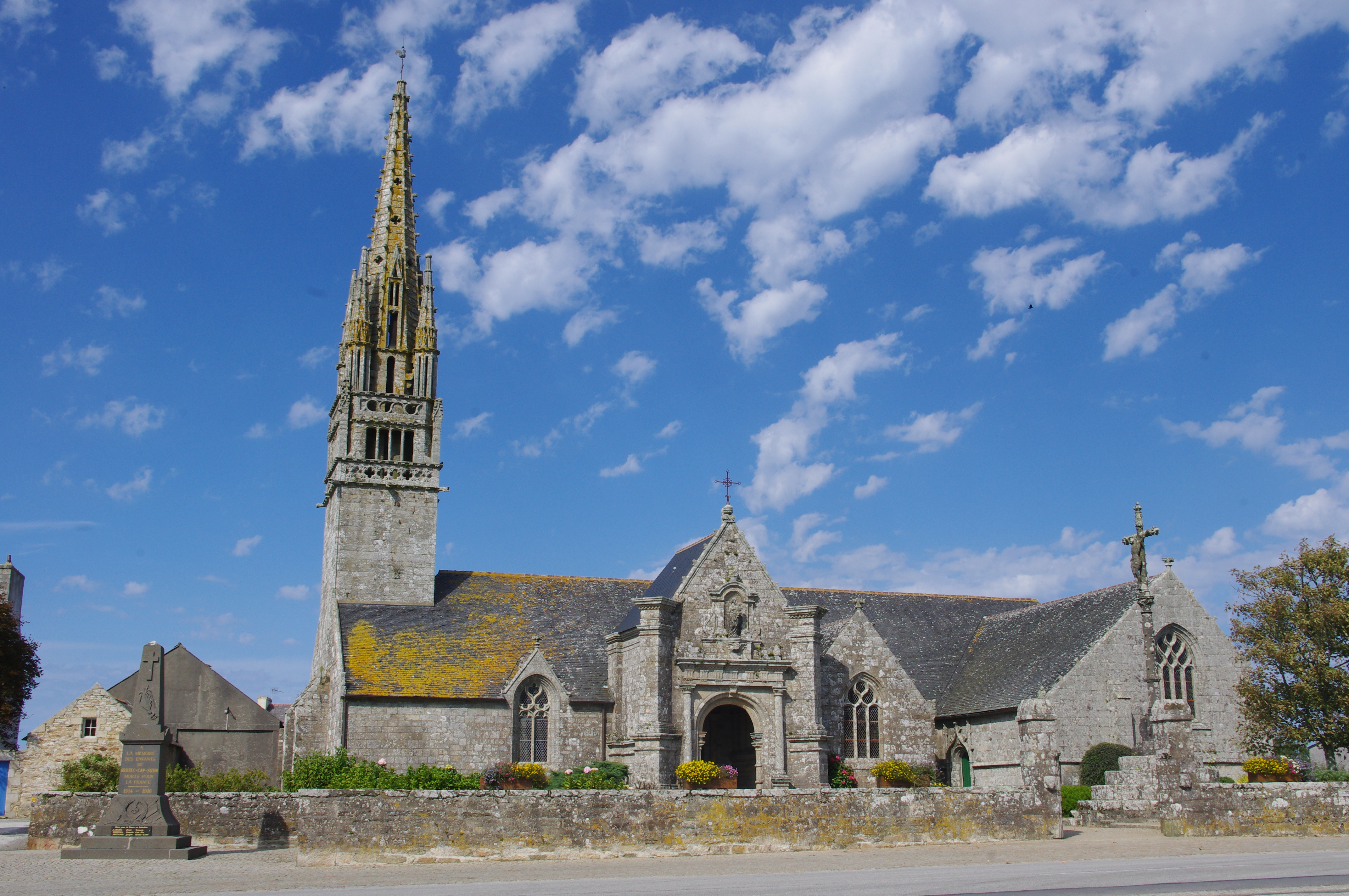
Église Notre-Dame de la Clarté
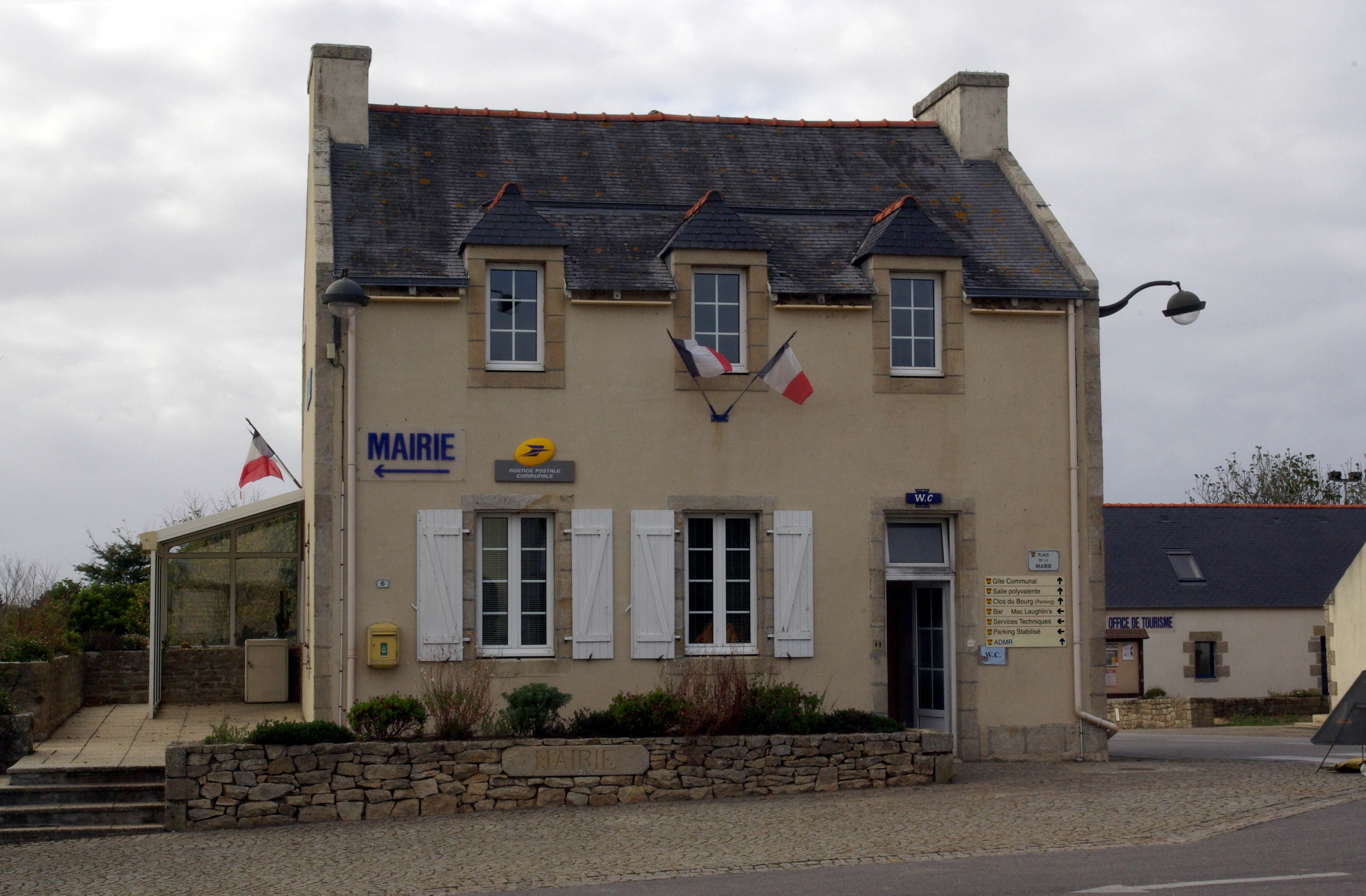
Gemeentehuis
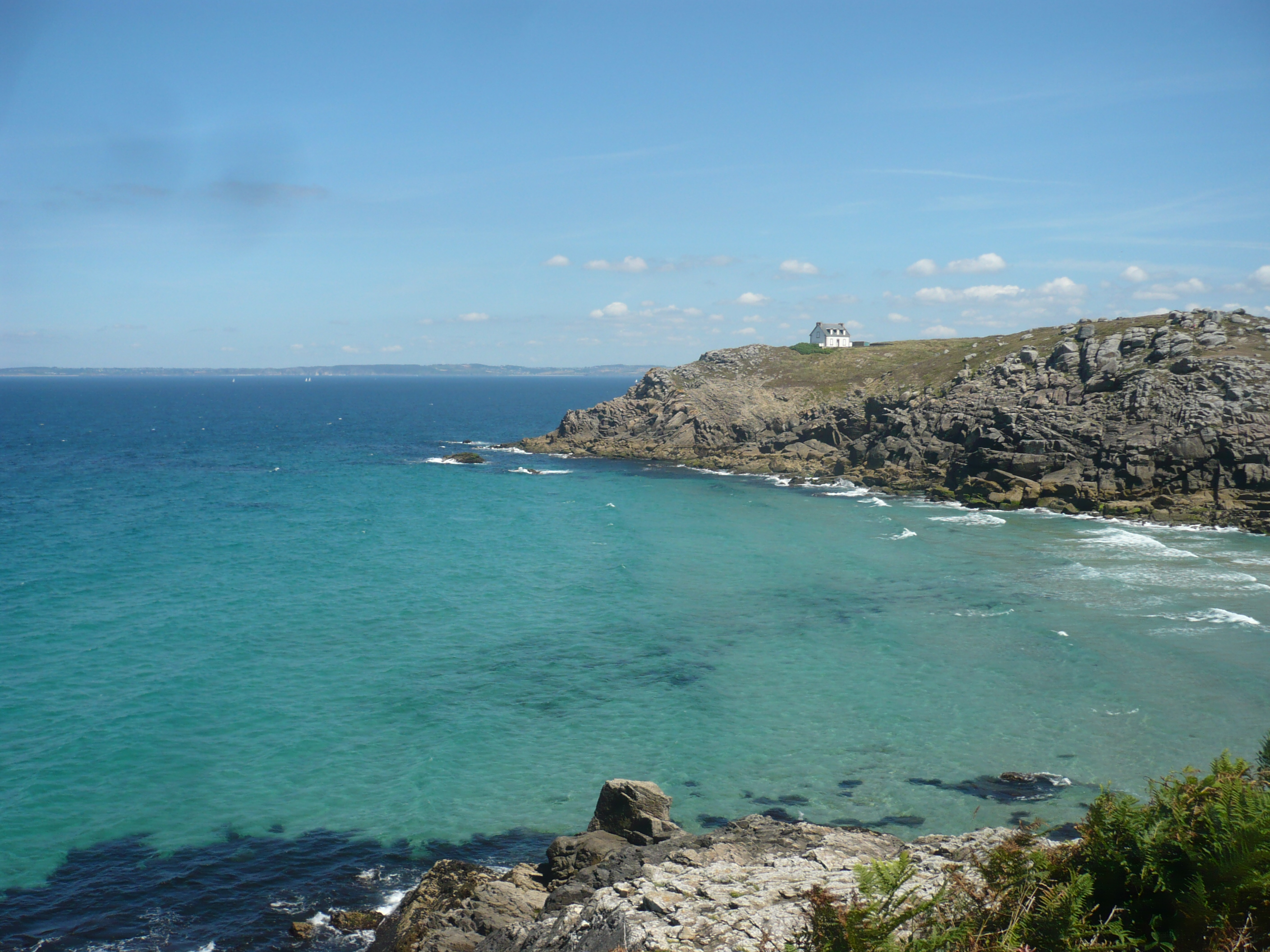
Pointe du Millier
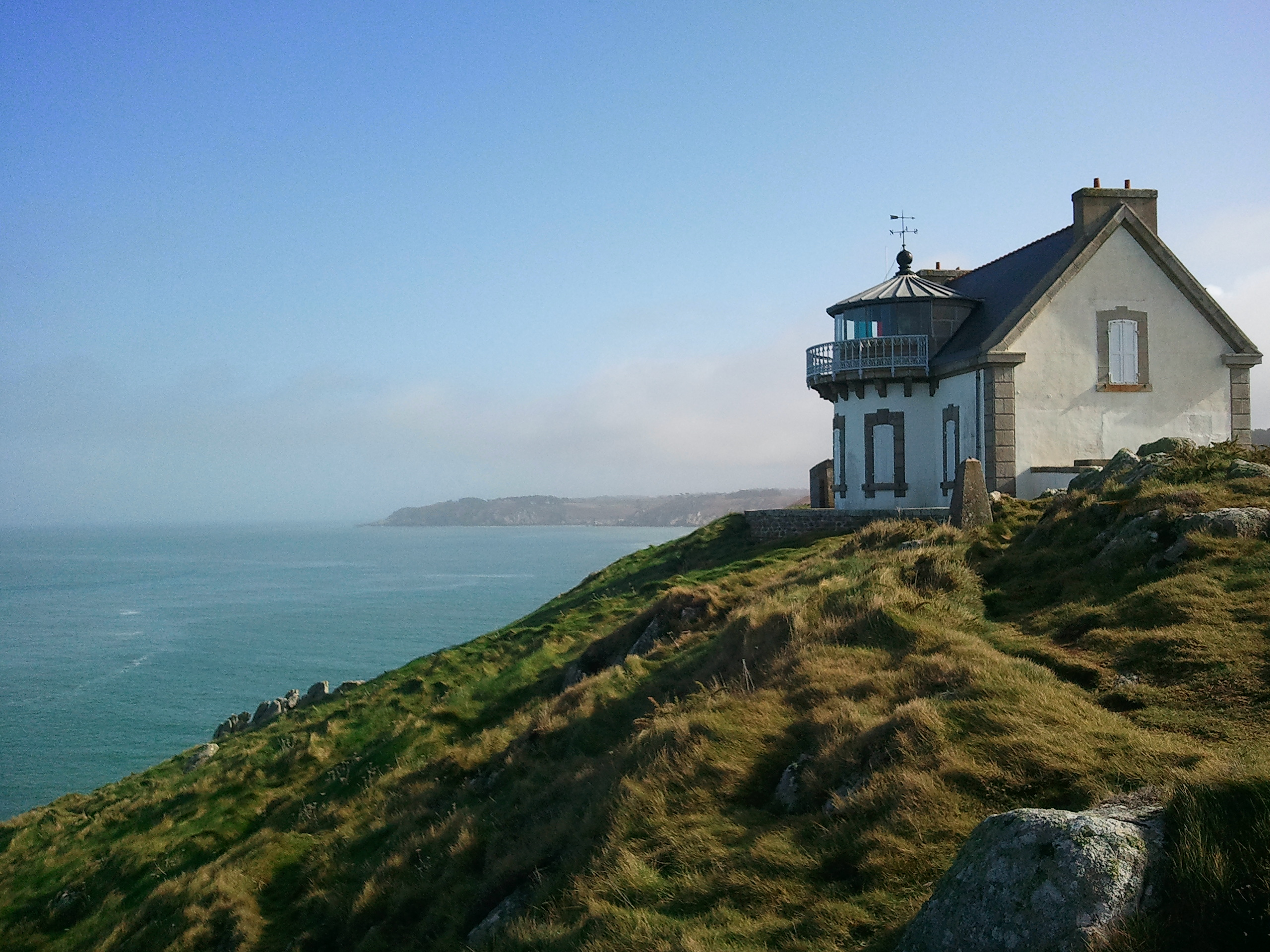
Phare du Millier